# Boxstall
Unter einem Boxstall versteht man ein Unternehmen, das Boxveranstaltungen organisiert und vermarktet und für die Betreuung und Beratung der unter Vertrag stehenden Profiboxer und deren Trainer verantwortlich ist. In aller Regel werden diese Ställe von bekannten Promotern dominiert.
Im Gegensatz zu Amateur-Boxvereinen geht es Boxställen nicht um den sportlichen Vergleich mit anderen Boxställen, sondern um die erfolgreiche Vermarktung von Boxsportlern und deren Kämpfen. 

## Deutschland
Die bekanntesten deutschen Boxställe sind 
- Universum Box Promotion GmbH von Klaus-Peter Kohl und das Schwesterunternehmen Spotlight Boxing
- Sauerland Event GmbH von Wilfried Sauerland
- Sport Events Steinforth (SES)
- Arena Box-Promotion von Ahmet Öner

## USA

### Max Hoff
Der US-amerikanische Mobster Max Hoff stieg auch in das Boxgeschäft ein und Ende der 1920er Jahre verfügte er über eine der größten Anzahl von Profiboxern in den USA. Zwar hatte Hoff nie einen Champion unter Vertrag, aber seine Boxer gehörten häufig zu den oberen Rängen in den Bewertungslisten. 1928 gründete er mit der „Max Hoff Inc.“ die erste Corporation (GmbH) im Boxgeschäft.

### Aktuelle Boxpromoter (Auswahl)
- Don King
- Bob Arum mit seiner Firma Top Rank
- Main Events
- Warriors Boxing mit u. a. Sultan Ibragimow und Edison Miranda.[1]
- Goosentutor mit vielen Schwergewichtstalenten und James Toney
- Duva Boxing

## Resteuropa
- Frank Warrens Sports Network, dominierender Promoter in England
- Brüder Acaries in Frankreich